# RZ Водолея
RZ Водолея (лат. RZ Aquarii) — одиночная переменная звезда в созвездии Водолея на расстоянии (вычисленном из значения параллакса) приблизительно 43314 световых лет (около 13280 парсеков) от Солнца. Видимая звёздная величина звезды — от более +15,5m до +10m.

## Характеристики
RZ Водолея — красная пульсирующая переменная звезда, мирида (M) спектрального класса M3e-M9 или M9. Эффективная температура — около 3283 К.